# Valtatie 8
Pour les articles homonymes, voir Route nationale 8.
La route nationale 8  (en finnois : Valtatie 8, en suédois : Riksväg 8) est une route nationale de Finlande menant de  Turku à Liminka.
Elle mesure 626 kilomètres de long.

## Trajet
La route nationale 8 traverse les villes et (municipalités) suivantes :
Turku – Raisio – Masku – Nousiainen – Mynämäki – Laitila – Pyhäranta – Rauma – Eurajoki – Luvia – Pori  – Merikarvia – Kristinestad – Närpes – Malax – Korsholm – Vaasa – Korsholm (bis) – Vörå – Nykarleby – Pedersöre – Kronoby – Kokkola  – Kalajoki – Pyhäjoki – Raahe – Siikajoki – Lumijoki – Liminka.